# Aszanti
Aszanti, również Asante, Aszantowie – dominująca grupa etniczna we współczesnej Ghanie. W średniowieczu tworzyli potężne imperium w Afryce Zachodniej.
Przed europejską kolonizacją ludzie Aszanti poprzez handel rozwinęli potężne imperium w Afryce Zachodniej. Przed XIII wiekiem ludzie Akan migrowali na obszar pasa leśnego dzisiejszej Ghany i założyli tam małe stany w pagórkowatym terenie, mniej więcej w miejscu, gdzie leży współczesne Kumasi. W okresie szczytowym Imperium Mali Aszanti, a w szczególności ludzie Akan, stali się bogaci, handlując złotem wydobywanym w kopalniach na ich terytorium. Aktualnie te kopalnie są własnością spółki AngloGold.
Później Aszanti rozwinęli potężną Konfederację Aszanti i stali się najpotężniejszą grupą etniczną w granicach Złotego Wybrzeża, współzawodniczącą z inną grupą Akan – Fante. Stali się potężni w okresie kolonializmu, sprzedając złoto i niewolników w zamian za broń. Aszanti był jednym z niewielu stanów afrykańskich, zdolnych stawić poważny opór europejskim imperialistom. W latach 1826–1896 Wielka Brytania prowadziła cztery wojny przeciw królom Aszanti (znane jako wojny Brytyjczyków przeciwko Aszanti). W jednej z nich użyto po raz pierwszy karabinów maszynowych Maxim. W roku 1900 Brytyjczycy w końcu podbili królestwo i przemianowali je na Kolonię Złotego Wybrzeża. Czczoną postacią w historii Asante jest Yaa Asantewaa, przywódczyni oporu przeciw brytyjskiemu kolonializmowi w roku 1896.
Posiadającym duże znaczenie dla kultury Aszanti artefaktem, ważnym do dzisiaj, jest Złoty Stolec. Jest on święty i mógł być dotykany tylko przez Asantehene. W roku 1900 brytyjski gubernator Złotego Wybrzeża Frederick Hodgson spróbował przejąć Złoty Stolec (uważany za insygnium władzy), pytając: Gdzie jest Złoty Stolec? Jestem przedstawicielem najwyższej władzy. Dlaczego przekazaliście mi zwykłe krzesło? Dlaczego z okazji mojego przybycia do Kumasi nie przynieśliście Złotego Stolca, bym na nim usiadł? Poszukiwanie Złotego Stolca dało początek oporowi, który prowadził do wojen Asante.
Aszanti mówią językiem akan (dialekt asante twi), należącym do grupy języków nigero-kongijskich.

## Geneza
Aszanti, Adansi, Akyem, Assin i Denkyira zaludniające Ghanę, podobnie jak Baoulé z Wybrzeża Kości Słoniowej są podgrupami zachodnioafrykańskiego narodu Akan, który wcześniej, po upadku Imperium Ghany w XIII wieku, przywędrował z sąsiedniego regionu położonego na północny zachód od rzeki Niger. Dowodem tego są procesje i obrzędy Aszanti, będące pozostałością starożytnych ceremonii Ghany. Etnolingwistycy udowodnili migrację poprzez badanie użycia poszczególnych słów i indywidualne sposoby wymowy wzdłuż całej zachodniej Afryki. 
Imperium Ghany było geograficznie odmienne od dzisiejszej Ghany. Niektóre z jego narodów, przede wszystkim Akan, wyruszyły na teren dzisiejszej Ghany, wskutek czego powstała zbieżność nazw. 
Organizacja polityczna, jaką byli Akan, skupiała różne klany, a na czele każdego z nich stał najwyższy wódz zwany Amanhene. Jeden z tych klanów, Oyoko, osiadł w lasach regionu podzwrotnikowego Ghany, zakładając centrum w Kumasi. W połowie XVII wieku Oyoko pod wodzą Oti Akenten zaczęli jednoczyć inne klany Aszanti w luźnej konfederacji, która powstała, nie burząc porządku i nie odbierając władzy wodzom żadnego klanu. Częściowo było to skutkiem działań wojskowych, ale w głównej mierze jednoczenia się przeciw Denkyira, którzy poprzednio zdominowali ten region.

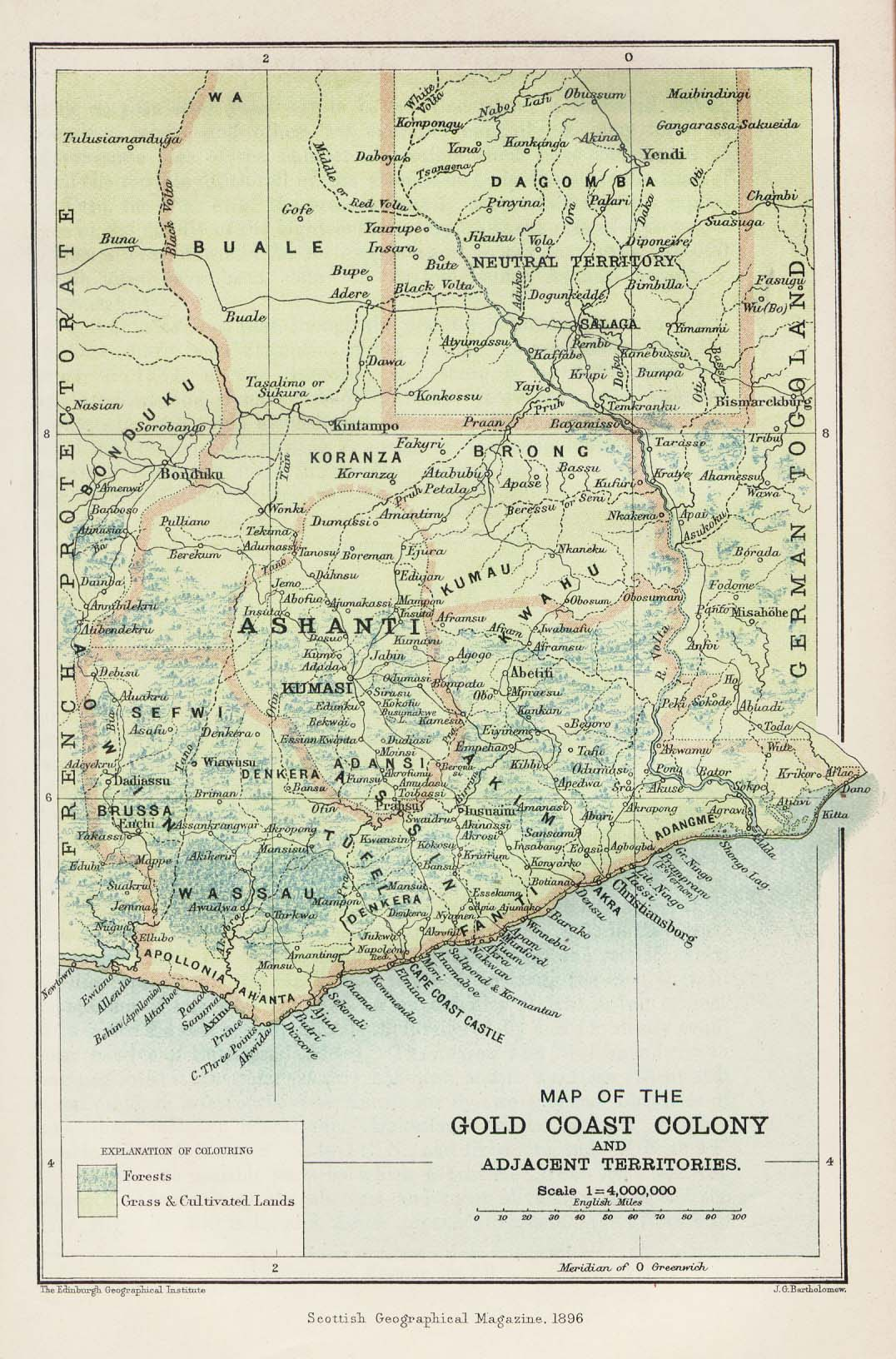
Mapa Kolonii Złotego Wybrzeża

## Geografia
Aszanti osiedlali się w centralnej części dzisiejszej Ghany, około 300 km od wybrzeża. Ogromne terytorium jakie zajmują jest najgęściej zalesione i właśnie z powodu bogactwa lasów, ziem i minerałów (złoto) jest najbogatsze w kraju. Region Aszanti jest teraz regionem administracyjnym w granicach Ghany i miejscem, gdzie większością mieszkańców są Aszanti. Kumasi, stolica dzisiejszego regionu Ashanti, była też historyczną stolicą Królestwa Aszanti. Aktualnie w regionie Ashanti mieszka około 2 milionów ludzi, głównie Akan, Akuapem, Fante i inne grupy etniczne, co stanowi około 44% populacji Ghany. Aszanti mają znaczny wpływ na współczesną politykę Ghany.

## Historia i kultura

### Królestwo Aszanti
Aszanti przeszli drogę od państwa lennego do konfederacji państw i ostatecznie zostali scentralizowanym i hierarchicznym królestwem. Początkowo jako poddany państwa Denkyira, głównej potęgi Akan w XVI wieku, Królestwo Aszanti albo Asante wyrosło z konfederacji państw mówiących językiem akan prowadzonych przez Osei Tutu, pierwszego Asantehene. Wykorzystując Kumasi jako centralną bazę oraz przymierze z niższymi przybrzeżnymi stanami Akan w celach handlowych, Osei Tutu sprowokował i ostatecznie pokonał Denkyira w roku 1701.
Rozumiejąc słabość luźnej konfederacji państw Akan, Osei Tutu wzmocnił centralizację sąsiednich grup Akan i rozszerzył kompetencje sądownictwa wewnątrz scentralizowanego rządu. W ten sposób ta luźna konfederacja małych miast-państw wyrosła na królestwo albo imperium, zamierzające rozszerzyć swoje granice. Nowo zdobyte obszary otrzymały alternatywę dołączenia do imperium albo pozostania stanami lennymi.

### Złoty Stolec
Synonimem Aszanti jest legenda o Złotym Stolcu (Sika 'dwa). Legenda faktycznie mówi o narodzeniu Królestwa Aszanti. W XVII wieku, kiedy Aszanti uniezależnili się od Denkyira, inny silny stan, Akan, zwołał spotkanie władców wszystkich klanów związanych umową. Podczas tego spotkania Złoty Stolec został sprowadzony z niebios przez Okomfo Anokye, wielkiego Guru i mędrca, aby ustanowić pierwszego Asantehene, którym był Osei Tutu I. Złoty Stolec spłynął w dół prosto do łona Osei Tutu. Okomfo Anokye oznajmił, że stolec ten ma być symbolem lojalności wobec nowej Unii Aszanti (Asanteman), a Osei Tutu został zaprzysiężony jako Asantehene. Nowo powstała Unia rozpoczęła walkę z Denkyira, pokonując ich.
Złoty Stolec jest święty dla Aszanti, którzy wierzą, że mieści w sobie duszę narodu Asante, żyjących, martwych i nienarodzonych. Tak jak człowiek nie może żyć bez duszy, tak Aszanti przestaliby istnieć, gdyby Złoty Stolec został im odebrany. On nie jest tylko świętością, on jest symbolem narodowości, symbolem, który wiąże albo jednoczy wszystkich Aszanti.
W roku 1900 miała miejsce próba przejęcia Złotego Stolca przez gubernatora brytyjskiego Złotego Wybrzeża Fredericka Hodgsona, która doprowadziła do powstania prowadzonego przez Yaa Asantewaa, trwającego kilka miesięcy, a znanego jako Wojna o Złoty Stolec.

### Geografia
Konfederacja była jednym z szeregu królestw na całej długości wybrzeża włączając Dahomej, Benin i Joruba. Wszystkie z tych stanów opierały się na handlu, szczególnie złota, kości słoniowej i niewolników, którzy byli sprzedawani najpierw portugalskim, a później holenderskim i brytyjskim kupcom. Region był też gęsto zaludniony i miał wielkie nadwyżki produkcji rolnej, pozwalające na tworzenie bogatych obszarów miejskich.
Osei Tutu i jego następcy nadzorowali kierunek politycznego i kulturalnego ujednolicenia i unia osiągnęła swój pełny obszar w roku 1750, pozostając przymierzem kilku dużych miast, które uznały zwierzchnictwo władcy Kumasi, znanego jak Asantehene.
Nowy kraj Aszanti był też bogaty w złotonośne rzeki i orzechy koli, wkrótce zaczęli handlować z Imperium Songhay, stanami Hausa i do roku 1482 z Portugalczykami w przybrzeżnym forcie São Jorge da Mina, późniejszym miastem Elmina.

### Rząd
Na szczycie hierarchii Aszanti zasiadał Asantehene, król Aszanti. Każdy Asantehene był koronowany na świętym Złotym Stolcu, przedmiocie, który stał się symbolem absolutnej potęgi króla.
Jako król, Asantehene dysponował ogromną władzą, ale nie absolutną i był zobowiązany dzielić władzę ustawodawczą i wykonawczą z wyrafinowaną biurokracją Asante. Asantehene był jedyną osobą w Aszanti, która mogła wydawać wyroki śmierci. Podczas wojny król działał jako najwyższy dowódca armii, jakkolwiek w XIX wieku faktyczną władzę sprawowało Ministerstwo Wojny w Kumasi.
Każdy członek konfederacji był też zobowiązany oddawać roczną daninę do Kumasi.
Unikatowy w Afryce Zachodniej rząd Aszanti oparty był na wyrafinowanej biurokracji w Kumasi, z oddzielnymi ministerstwami zajmującymi się sprawami stanu. Godnym uwagi było Ministerstwo Spraw Zagranicznych Aszanti w Kumasi; mimo jego małego rozmiaru Ministerstwo pozwoliło, żeby stan realizował skomplikowane umowy z obcymi mocarstwami, a sam urząd indywidualnie zajął się załatwianiem innych spraw w stosunkach z Brytyjczykami, Francuzami, Holendrami i Arabami.
Niższą od Asantehene lokalną władzą w każdej miejscowości był mianowany obirempon (dosłownie „duży człowiek”), osobiście wybierany przez Asantehene i pochodził przeważnie z lojalnego, szlachetnego rodu, często był z nim spokrewniony. Obirempon posiadał sporą władzę ustawodawczą w swoim regionie, większą niż miejscowi szlachcice z Dahomeju, ale mniejszą niż regionalni gubernatorzy Imperium Oyo. W dodatku przy załatwianiu spraw administracyjnych i ekonomicznych regionu obirempon działał też jako Najwyższy Sędzia regionu, przewodnicząc w procesach sądowych.

### Kolonizacja europejska
Przeszłością konfederacji była jej powolna centralizacja. Na początku XIX stulecia Asantehene korzystał z rocznej daniny by utrzymać stałą, uzbrojoną w karabiny armię, która pozwoliłaby na lepszą kontrolę konfederacji. Pomimo używanej nazwy „konfederacja” był to jeden z najbardziej scentralizowanych stanów subsaharyjskiej Afryki.
Aszanti silnie sprzeciwiali się próbom ich podbicia przez Europejczyków, głównie Brytyjczyków. Stanęli więc w jednym szeregu z Holendrami by ograniczyć brytyjski wpływ w regionie. Wielka Brytania jednak zaanektowała sąsiednie obszary, w tym Fante. W roku 1807 zatargi z Fante doprowadziły do wojny, w której Aszanti pod wodzą Osei Bonsu (Osei wieloryb) odnieśli zwycięstwo. W roku 1811 w wojnie Ga z Fante, odnieśli mniejsze sukcesy, mimo to zdobyli brytyjski fort. W 1814 rozpoczęli inwazję na Złote Wybrzeże z różnymi wynikami, zdołali jednak pokonać kilka plemion Fante wzdłuż wybrzeża.
W roku 1821 Korona brytyjska przejęła kontrolę nad przybrzeżnymi składami handlowymi od spółki Africa Company. W 1823 Asantehene Osei Bonsu zmarł i został zastąpiony przez Osei Yaw Akoto. Następnie Aszanti przypuścili atak na brytyjskie placówki przybrzeżne. W styczniu 1824 walczyli przeciw połączonym oddziałom Afrykanów i Brytyjczyków dowodzonych przez sir Charlesa McCarthy’ego. Z bitwy tej Aszanti wyszli zwycięsko, a McCarthy został zabity (jego odcięta głowa była trzymana jako trofeum przez wiele lat).
W roku 1826 Aszanti walczyli przeciwko Brytyjczykom i ich sprzymierzonym przybrzeżnym plemionom. Tę kampanię Aszanti przegrali. Podpisany przez dwie strony w roku 1831 traktat zaprowadził 30 lat pokoju. Granice Aszanti zostały uznane przez Brytyjczyków, ale Aszanti byli zmuszeni uznać brytyjską kontrolę nad większą częścią wybrzeża. Bezsporną granicą była rzeka Pra.
Podczas potyczek ze szczepami sprzymierzonymi z Brytyjczykami, Aszanti dwukrotnie w latach 1853 i 1854 przekroczyli rzekę Pra. W roku 1863 wielu Aszanti przekroczyło Pra w pogoni za zbiegiem Kwesi Gyani. Gubernator brytyjski przestraszył się i poprosił wojska z Anglii o dokonanie inwazji na Konfederację Aszanti. Prośba została odrzucona. Brytyjczycy wysłali wojsko z Indii Zachodnich, by chronić terytorium brytyjskie, ale z powodu chorób wywołanych porą deszczową kilka miesięcy później zostało wycofane.
W roku 1874 Brytyjczycy przeprowadzili ofensywę i wkroczyli do ojczyzny Aszanti. Kolumna składająca się z 2500 żołnierzy brytyjskich, kilku tysięcy z Indii Zachodnich i afrykańskich, którą dowodził sir Garnet Wolseley złupiła, a następnie spaliła Kumasi. Brytyjczycy formalnie zamienili regiony przybrzeżne na Kolonię Złotego Wybrzeża.
W roku 1891 Aszanti odrzucili nieoficjalną ofertę stania się protektoratem brytyjskim. W latach 1894–1895 rozpoczęli z Anglią negocjacje w tej sprawie oraz w sprawie przyjęcia rezydenta brytyjskiego w Kumasi, który byłby doradcą w podejmowaniu poważnych decyzji zapadających w Kumasi. W grudniu 1895 sir Francis Scott opuścił Cape Coast z siłami ekspedycyjnymi i przybył do Kumasi w styczniu 1896. Asantehene nakazał swym poddanym, aby nie sprzeciwiali się temu. Niebawem do Kumasi przybył również gubernator William Maxwell. Asantehene Agyeman Prempeh został usunięty i zatrzymany. Rezydent brytyjski został ulokowany w mieście na stałe.
Królestwo Aszanti odcięte od tradycyjnych szlaków handlowych powoli rozpadało się. W marcu 1900 gubernator Złotego Wybrzeża sir Frederick Hodgson przeniósł się do Kumasi i zażądał Złotego Stolca. To spowodowało wybuch Wojny o Złoty Stolec, a Hodgson wkrótce uciekł do pobliskiego fortu i znalazł się pod oblężeniem. Ostatecznie fort został uwolniony we wrześniu, a Aszanti zostali poskromieni. Sporadyczne walki partyzantów Aszanti były kontynuowane jeszcze przez kilka lat po tym, jak Asantehene został zmuszony do emigracji.

### Niepodległość
Stosunki się poprawiały i w roku 1926 Asantehene otrzymał ceremonialną kontrolę nad Kumasi. W roku 1935 przywrócona została całkowita rola lidera Aszanti, ale ograniczona do czysto ceremonialnych funkcji.